# Edward Willes (évêque)
Edward Willes (6 mars 1693 - 24 novembre 1773) est un évêque anglican qui est évêque de St David's et plus tard évêque de Bath et Wells et l'un des cryptanalystes anglais les plus éminents de son temps.

## Biographie
Il est né dans le Warwickshire, fils du révérend John Willes et de sa femme Anne (ou Mary) Walker, fille de Sir William Walker, maire d'Oxford. Ils appartiennent à une branche cadette de la famille Willes, établie de longue date de Newbold Comyn. Il est le frère de Sir John Willes, juge en chef  des plaids communs. Il fait ses études à l'Oriel College d'Oxford et obtient un baccalauréat en 1712. Là-bas, il apprend la cryptographie de William Blencowe.
En 1716, il devient déchiffreur pour George II, et se distingue en déchiffrant des messages entre diplomates suédois soutiens à la cause jacobite. Il est récompensé par le gouvernement qui lui accorde la cure de Barton in the Clay, Bedfordshire, qu'il occupe entre 1718 et 1730.
Il déchiffre ensuite la correspondance entre Francis Atterbury, évêque de Rochester, et les jacobites exilés à l'étranger entre 1719 et 1722. Son témoignage au procès assure la condamnation et l'exil d'Atterbury, et le conduit à être nommé chanoine de l'abbaye de Westminster. Il est doyen de Lincoln de 1730 à 1743.
En 1743, il devient évêque de St. Davids et en 1744, il devient évêque de Bath and Wells. Au cours de son épiscopat, il entreprend quelques réparations au palais épiscopal de Wells.
Par sa femme Jane, Willes a cinq fils et quatre filles. C'est un homme populaire et respecté : le comte de Chesterfield aurait dit à l'un de ses fils qu'il devrait essayer d'imiter son père en tout.
Willes meurt à Londres en 1773 et est enterré à l'abbaye de Westminster.